# Опоясанный пегий зимородок
Опоясанный пегий зимородок, или североамериканский ошейниковый зимородок (лат. Megaceryle alcyon) — птица семейства зимородковых.

## Описание
Опоясанный пегий зимородок длиной от 28 до 36 см, с тёмно-синим или сине-серым оперением с белыми маскировками, оттопыренным гребнем и широким белым пятном, которое опоясывает шею и затылок. Это единственный вид птиц Северной Америки, у которого самки окрашены ярче, чем самцы.

## Распространение
Это единственный вид зимородков, который обитает на севере США и в Канаде. Область гнездования расположена на внутренних водоёмах или побережье от Аляски через Канаду и вплоть до США. Эти птицы мигрируют из северных частей своей области распространения на юг США, в Мексику, Центральную Америку, на острова Вест-Индии и север Южной Америки. Крайне редко птиц можно встретить также в Исландии, Ирландии и Великобритании.

## Размножение
Гнездо закопано в песчаной или речной отмели. В кладке от 5 до 8 яиц. Оба родителя выкапывают туннель, высиживают яйца и кормят птенцов.